# Tokarew-Insel
Die Tokarew-Insel (russisch Остров Токарева Ostrow Tokarewa) ist eine kleine Insel vor der Küste des ostantarktischen Königin-Marie-Lands. In der Gruppe der Haswell-Inseln liegt sie 160 m westlich der Gorew-Insel.
Die Mannschaft der Westbasis bei der Australasiatischen Antarktisexpedition (1911–1914) unter der Leitung des australischen Polarforschers Douglas Mawson entdeckte und kartierte sie. Sowjetische Wissenschaftler nahmen 1956 eine neuerliche Kartierung vor und benannten sie nach dem Biologen Alexei K. Tokarew (1915–1957), der auf der Rückreise der Wissenschaftler aus der Antarktis gestorben war.